# Югославия на зимних Олимпийских играх 1988
Югославия принимала участие в Зимних Олимпийских играх 1988 года в Калгари (Канада) в тринадцатый раз за свою историю, и завоевала две серебряных и одну бронзовую медаль.

## Серебро
- Горнолыжный спорт, женщины — Матея Свет.
- Прыжки с трамплина, мужчины — Матьяж Дебелак, Миран Тепеш, Примож Улага и Матьяж Зупан.

## Бронза
- Прыжки с трамплина, мужчины — Матьяж Дебелак.